# Oligoryzomys fulvescens
Espèce
Oligoryzomys fulvescens est une espèce sud-américaine de rongeurs de la famille des Cricetidae.

## Description
L'espèce a une longueur tête-corps de 62 à 99 mm, une longueur de queue de 82 à 125 mm et un poids de 11 à 16 g. Les pattes postérieures mesurent 17 à 24 mm de long et la longueur des oreilles est de 10 à 15 mm.
La fourrure légèrement raide sur le dessus est brun orangé avec des points noirs au milieu du dos. Les côtés du corps sont moins bruns et les poils du dessous sont gris clair à la base et brun clair à blanc aux extrémités. Des poils orange apparaissent sur les petites oreilles. La queue étroite a un dessus plus foncé.
Elle peut facilement être confondue avec le genre Reithrodontomys dans l'aire de répartition. Cependant, il manque l'entaille des incisives supérieures. De plus, la pointe médiane des pattes postérieures est très allongée.

## Répartition
L'espèce est présente dans plusieurs populations distinctes d'Amérique centrale et d'Amérique du Sud. L'aire de répartition s'étend du Mexique au nord du Brésil et au Pérou.
L'espèce vit dans les basses terres et dans les montagnes, généralement jusqu'à 1 500 mètres d'altitude. Des populations individuelles peuvent atteindre 2 000 m de hauteur. Les forêts sèches et humides, les buissons et les zones d'herbes hautes servent d'habitats.

## Comportement
Oligoryzomys fulvescens est nocturne et reste principalement au sol. Cependant, il peut grimper dans les buissons et sur les brins d'herbe.
Le régime alimentaire se compose principalement de graines, qui sont complétées par quelques insectes.
La reproduction a lieu pendant la saison des pluies ainsi que dans les semaines adjacentes de la saison sèche. Il y a 2 à 4 petits par portée.

## Parasitologie
Oligoryzomys fulvescens est porteur du virus Choclo de la famille des Hantaviridae et du virus Maripa.

## Taxonomie
Le nom valide complet (avec auteur) de ce taxon est Oligoryzomys fulvescens (Saussure, 1860).
Ce taxon porte en français le nom vernaculaire ou normalisé suivant : Souris pygmée à longue queue.
Oligoryzomys fulvescens a pour synonyme :
- Oryzomys costaricensis J. A. Allen, 1893